# Caj Jüan-pej

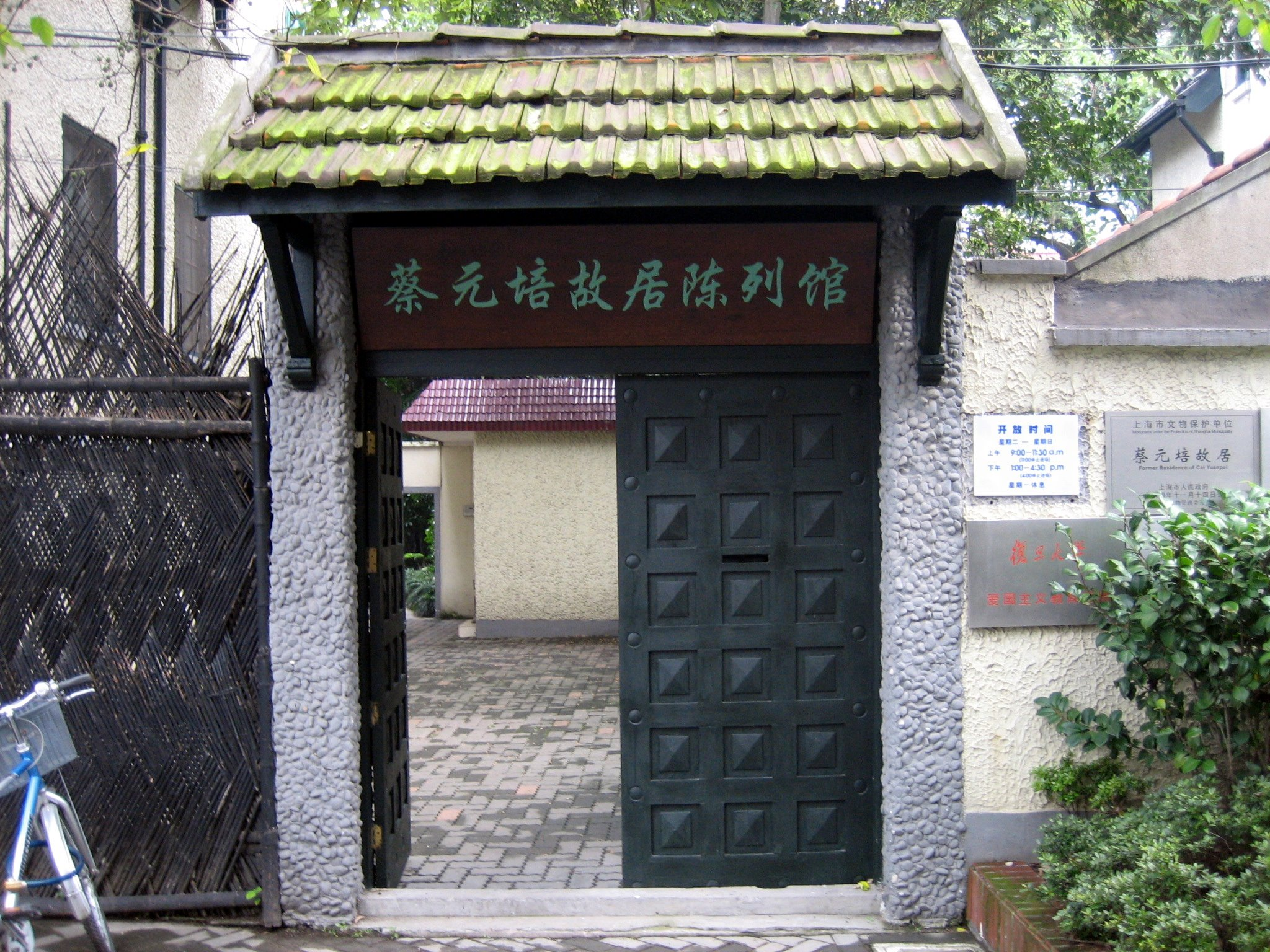
Caj Jüan-pej (Cai Yuanpei) emlékműve

Caj Jüan-pej (kínai írással: 蔡元培, pinjin: Cài Yuánpéi, Saohszing (Shaoxing), Csöcsiang (Zhejiang) tartomány, 1868. január 11. – Hongkong, 1940. március 5.) kínai pedagógus, eszperantista, a Pekingi Egyetem rektora, politikus.

## Életpályája
1898-tól Kína nyugati iskoláiban volt főfelügyelő. Filozófiát, pszichológiát, művészettörténetet a lipcsei egyetemen hallgatott az 1900-as évek közepén. Kapcsolatba került Karl Lamprecht német történésszel is, aki a történeti kutatások módszereinek elismert kutatója volt. 1912-től kultuszminiszterként vett részt a Kínai Köztársaság oktatásügyi reformjában, de Jüan Si-kaj (Yuán Shìkǎi) elnöksége alatt lemondott. Caj (Cài) lemondása után újra visszatért Németországba, majd Franciaországba is ellátogatott.
1916-ban visszatért Kínába és a Pekingi Egyetem rektora lett és olyan híres gondolkodókat gyűjtött maga köré, mint Li Ta-csao (Lǐ Dàzhāo) és Csen Tu-hsziu (Chén Dúxiù), akik később részt vettek a Kínai Kommunista Párt megalapításában. A tradicionális nemzeti értékek és a modern nyugati pedagógiai eszmék szintézisére törekedett. Nagyra értékelte John Dewey pragmatista pedagógiai gondolatait is. Életfogásában Caj (Cài) egyenértékű fontosságot tulajdonított az erénynek, a bölcsességnek, az egészségnek, a szépségnek és az együttműködésnek (德, tö (dé); 智, cse (zhì); 体, ti (tǐ); 群, csün (qún); 美, mej (měi)), és  ezeket a mai napig tanítják Tajvanon, Hongkongban és Makaón. A nők kapcsán is volt állásfoglalása, helyeselte a nők iskoláztatását, ugyanekkor ellenezte az ún. vadházasságot, de támogatta a válást és az újraházasodást. Ellenezte továbbá a nők lábának elkötését és az ágyasok tartását, ami széles körben elterjedt volt Kínában abban az időben.
Később, 1927-ben társalapítója lett Kína első modern zenei felsőoktatási intézményének, a Sanghaj (Shanghai) Zenekonzervatóriumnak. (A konzervatórium jelenlegi neve kínai nyelven: 上海音楽学院, Sanghaj Jinjüe Hszüejüan (Shànghǎi Yīnyuè Xuéyuàn)). 1928-ban Caj (Cài) lett a Kínai Tudományos Akadémia (中央研究院, Csungjang Jencsiu Yüan (Zhōngyāng Yánjiù Yuàn) - Academia Sinica) első elnöke. 72 évesen halt meg Hongkongban.

## Fordítás
- Ez a szócikk részben vagy egészben  a   Cai Yuanpei című angol Wikipédia-szócikk ezen változatának fordításán alapul.  Az eredeti cikk szerkesztőit annak laptörténete sorolja fel. Ez a jelzés csupán a megfogalmazás eredetét és a szerzői jogokat jelzi, nem szolgál a cikkben szereplő információk forrásmegjelöléseként.